# 趙氏孤児
『趙氏孤児』（ちょうしこじ）は、元の紀君祥（きくんしょう）による雑劇で、春秋時代の晋の趙武による趙氏の再興を主題とする。
『元曲選』では正名を『趙氏孤児大報讐』とする。『元刊雑劇三十種』では『趙氏孤児冤報冤』とする。

## 成立
作者の紀君祥については『録鬼簿』に大都の人であったというほかはほとんど何もわからない。『趙氏孤児』以外の作品は現存していない。
趙武の物語は『春秋左氏伝』（成公4年・5年・8年）に見え、『史記』趙世家にも見えるが、両者の内容は大きく異なる。
『春秋左氏伝』によれば、趙朔の妻の荘姫が、趙朔のおじの趙嬰斉と私通し、趙嬰斉は斉に追放された。荘姫はそれを恨んで「趙氏が乱を起こそうとしている」と景公に讒言したため、趙一族はみな殺しにされた。ただ趙朔の子の趙武のみは荘姫に育てられ、のちに韓厥の進言によって趙氏の後継者とされた。
『史記』によれば、景公の司寇であった屠岸賈という者が、霊公の殺害の責任が趙盾（趙朔の父）にあるとして恨んでいた。韓厥のいさめをきかず、屠岸賈は趙氏一族を絶滅させたが、当時趙朔の妻（荘姫）は妊娠しており、やがて男児（趙武）を出産した。屠岸賈は趙武を殺そうとした。趙朔の食客であった公孫杵臼と程嬰は相談し、他人の子を趙武に見せかけて公孫杵臼が抱き、程嬰がそのことを人々に伝えた。人々は公孫杵臼と替え玉の子を殺した。本物の趙武は程嬰が山中に隠れて育てた。15年後に韓厥の進言によって景公は趙武と程嬰を召し、逆に屠岸賈の一族を滅ぼした。趙武の成人を見とどけて程嬰は自殺した。
劉向『新序』節士篇と『説苑』復恩篇に見える話は『史記』とほぼ同じである。『趙氏孤児』もまた『史記』に取材している。

## 登場人物
- 屠岸賈（とがんこ） - 晋の霊公の大将で、ライバルの趙盾をにくんでいる。
- 趙朔（ちょうさく） - 趙盾の子、晋の霊公の駙馬。屠岸賈に自殺させられる。
- 公主 - 趙朔の妻。
- 程嬰（ていえい）- かつて趙朔に恩義を受けた医者。
- 韓厥（かんけつ）- 晋の下将軍。屠岸賈の配下だが、屠を嫌っている。
- 公孫杵臼（こうそんしょきゅう）- かつて趙盾の同僚として霊公に仕えていた老人。
- 程勃（ていぼつ）- 程嬰の子（実際には趙氏孤児）。
- 魏絳（ぎこう）- 晋の上卿。

## 構成
『元曲選』所収の『趙氏孤児』は楔子（せっし、序）と5つの折（幕）から構成されるが、『元刊雑劇三十種』本には第5折が存在しない。楔子では趙朔、第1折は韓厥、第2・3折は公孫杵臼、第4・5折は程勃が歌う。

## あらすじ
楔子：屠岸賈はライバルの趙盾を憎み、刺客を送ったり、西戎国から送られてきた犬に趙盾を襲わせたりした上、霊公の命といつわって趙盾の一族300人を滅ぼした。趙盾の子の趙朔も自殺を命ぜられるが、その妻の公主は妊娠していた。趙朔は公主から生まれる子に「趙氏孤児」と名づけ、一族の仇を取らせるよう遺言を残す。
第1折：公主は屠岸賈に幽閉され、そこで趙氏孤児を生む。趙朔に恩義のある程嬰は公主に薬を届けに行くが、公主は程嬰に趙氏孤児を託して自殺する。程嬰はひそかに趙氏孤児を連れだそうとするが韓厥に見破られる。しかし韓厥は趙氏を憐れに思って見なかったことにし、自殺する。
第2折：屠岸賈は趙氏孤児がいなくなったことを知り、晋国内の歳1か月以上6か月以下の幼児をすべて殺すように命令する。程嬰はすでに引退していた公孫杵臼に相談に行く。程嬰は自分の子を趙氏孤児といつわって父子ともに死刑になり、本物の趙氏孤児は公孫杵臼にあずけることを提案するが、公孫杵臼は自分が老人であって趙氏孤児が成人するまで育てられるかどうかわからないとして、自分がかわりになることを申し出る。
第3折：程嬰は屠岸賈のもとに出頭し、公孫杵臼が趙氏孤児をかくまっていると密告する。屠岸賈は公孫杵臼を拷問にかけて趙氏孤児の所在を聞きだそうとし、程嬰にも公孫杵臼を打たせる。公孫杵臼は口を割らないが、兵卒が趙氏孤児（実際には程嬰の子）を発見し、屠岸賈が程嬰の眼前で殺す。公孫杵臼は自殺する。屠岸賈は程嬰を褒め、その子を自分が育てようと言う。
第4折：20年後、趙氏孤児は程嬰の子として屠岸賈が育て、程勃の名を与えられていた。程嬰は屠岸賈が趙氏を滅ぼした経緯を描いた絵を見せて、かたきを取るように伝える。
第5折：程勃は屠岸賈の前で自分が趙氏孤児であることをあかし、屠岸賈をとらえる。

## 影響
『趙氏孤児』はきわめて早くから西洋に知られた中国文学である。イエズス会の中国派遣宣教師であるプレマールが散文の部分をフランス語に翻訳したものがデュ・アルド『中国全誌』（1735年）に載ったことから西洋で評判となり、多くの翻案作品が作られた。ヴォルテールの戯曲『中国の孤児』(L'Orphelin de la Chine, 1755) では舞台をチンギス・ハーンの時代に置きかえている。
全文の翻訳はスタニスラス・ジュリアンによって行われた。

### その他の『趙氏孤児』を題材にした作品
京劇
- 『趙氏孤児』（馬連良、1960年）

話劇
- 『趙氏孤児』（林兆華、2003年）
- 『趙氏孤児』（田泌鑫、2003年）

映画
- 『運命の子』（原題：趙氏孤児、中国、チェン・カイコー監督、2011年）

テレビドラマ
- 『天命の子〜趙氏孤児（中国語版）』（原題：趙氏孤児案、中国、2013年）